# Weißachen
Weißachen ist ein Gemeindeteil von Bergen im oberbayerischen Landkreis Traunstein.

## Geographie
Der ehemalige Weiler liegt unmittelbar westlich von Bergen im nahen Vorland der Chiemgauer Alpen und wird von der teilweise auch Weißachen genannten Weißache durchquert. Etwas im Westen liegt das unter Naturschutz stehende Bergener Moos, das über den Fluss in den Chiemsee entwässert.

## Bevölkerungsentwicklung
| Jahr      | 1871 | 1925 | 1950 | 1970 | 1987 |
| Einwohner | 15   | 93   | 121  | 56   | 331  |

## Baudenkmäler
Siehe auch: Liste der Baudenkmäler in Weißachen
- Marienkapelle, erbaut 1843